# Beyren
Beyren (Luxemburgs: Beyeren) is een plaats in de gemeente Flaxweiler en het kanton Grevenmacher in Luxemburg.

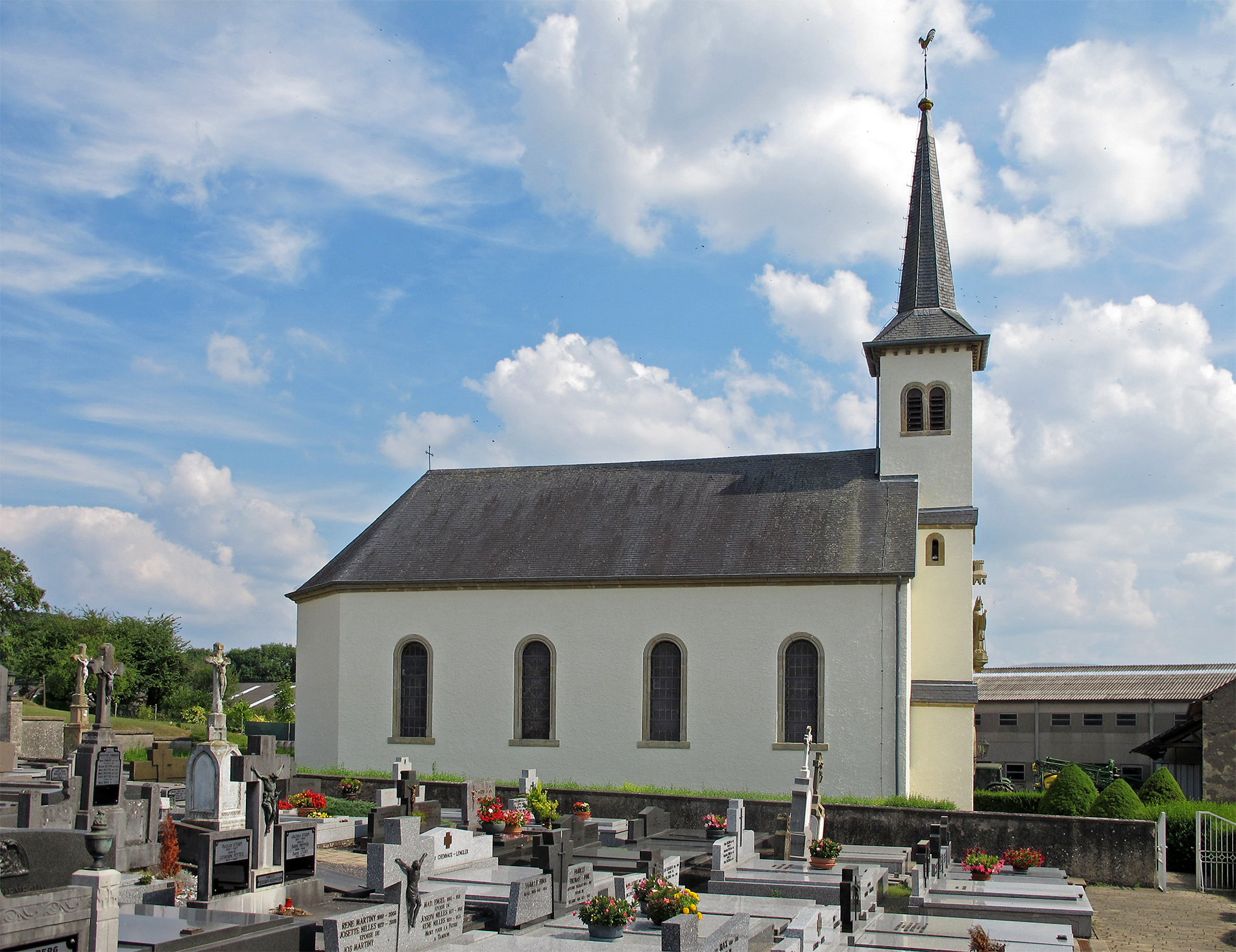
Kerk in Beyren

Beyren telt 294 inwoners (2001).